# Ацетилкарнітин
Ацетилкарнітин (англ. Acetylcarnitine), Ацетил-L-карнітин, ALCAR або ALC — ацетильована форма L-карнітину. Він виробляється людським організмом природним чином, і доступний як дієтична добавка. Ацетилкарнітин розщеплюється в крові естеразами плазми до карнітину, який використовується організмом для транспортування жирних кислот у мітохондрії для розщеплення та виробництва енергії.

## Біохімічне виробництво та дія
Карнітин одночасно є поживною речовиною і виробляється організмом за потреби; він служить субстратом для важливих реакцій, у яких він приймає та віддає ацильну групу. Ацетилкарнітин є найбільш поширеним природним похідним карнітину, й утворюється в реакції:
ацетил-КоА + карнітин ⇌ КоА + ацетилкарнітин,
де ацетильна група заміщує атом водню в центральній гідроксильній групі карнітину. Коензим А (КоА) відіграє ключову роль у циклі Кребса в мітохондріях, який необхідний для виробництва АТФ, який забезпечує багато реакцій у клітинах; ацетил-КоА є основним субстратом для циклу Кребса, після його деацетилювання його необхідно зарядити ацетильною групою, щоб цикл Кребса продовжував працювати. Більшість типів клітин мають транспортери для імпорту карнітину та експорту ацил-карнітинів, що, ймовірно, є механізмом утилізації фрагментів з довшим ланцюгом; однак багато типів клітин також можуть імпортувати ацетилкарнітин.
У клітинах карнітин відіграє ключову роль в імпорті ацил-КоА в мітохондрії; ацил-група ацил-КоА переноситься на карнітин, а ацил-карнітин імпортується через обидві мітохондріальні мембрани перед тим, як перенестись на молекулу КоА, яка потім бета-окислюється до ацетил-КоА. Окремий набір ферментів і транспортерів також відіграє буферну роль, усуваючи ацетил-КоА зсередини мітохондрій, утворений піруватдегідрогеназним комплексом, який перевищує його утилізацію в циклі Кребса; карнітин приймає ацетильний фрагмент і перетворюється на ацетилкарнітин, який потім транспортується з мітохондрій у цитозоль, залишаючи вільний КоА всередині мітохондрій, готовий прийняти новий імпорт ланцюгів жирних кислот. Ацетилкарнітин у цитозолі також може утворювати пул ацетильних груп для КоА, якщо це потрібно клітині.
Надлишок ацетил-КоА призводить до використання більшої кількості вуглеводів для отримання енергії за рахунок жирних кислот. Це відбувається різними механізмами всередині та поза мітохондріями. Транспорт ацетилкарнітину знижує ацетил-КоА всередині мітохондрій, але збільшує його поза межами.

## Вплив на здоров'я
Добавки карнітину та ацетилкарнітину несуть попередження про ризик того, що вони сприяють розвитку судом у людей з епілепсією, але огляд 2016 року показав, що цей ризик ґрунтується лише на випробуваннях на тваринах.

## Дослідження

### Відгуки
- Периферична нейропатія: Мета-аналізи 2015 та 2017 років прийшли до висновку, що поточні дані свідчать про те, що ацетилкарнітин зменшує біль внаслідок периферичної нейропатії з незначними побічними ефектами.[7] Огляд 2017 року припустив, що ацетилкарнітин покращив електроміографічні параметри.[8] Обидва закликали до більшої кількості рандомізованих контрольованих досліджень. Оновлений Кокранівський огляд у 2019 році 4 досліджень із 907 учасниками був дуже сумнівним щодо того, чи ацетилкарнітин спричинив зменшення болю після 6–12 місяців лікування.[9]
- Периферична нейропатія, спричинена хіміотерапією: Огляд двох досліджень прийшов до висновку, що ацетилкарнітин може бути варіантом лікування для периферичної нейропатії, спричиненої паклітакселом і цисплатином, тоді як клінічне дослідження показало, що це не запобігає периферичній нефропатії, і, ймовірно, погіршує стан при терапії таксанами.[10][11]
- Чоловіче безпліддя: Наукові огляди 2016 і 2014 років показали неоднозначні результати: деякі дослідження показали позитивний зв'язок між ацетилкарнітином і рухливістю сперматозоїдів, а інші не показали жодного зв'язку.[12][13]
- Деменція: Кокранівський огляд 2003 року мав на меті визначити безпеку та ефективність ацетилкарнітину при деменції, але рецензенти знайшли лише дослідження клінічних досліджень хвороби Альцгеймера; Огляд виявив, що фармакологія ацетилкарнітину була погано вивчена, і що, виходячи з недостатньої ефективності, ацетилкарнітин навряд чи буде важливим засобом лікування хвороби Альцгеймера.[14]
- Депресія: один огляд 2014 року оцінював використання ацетилкарнітину в 14 клінічних дослідженнях для різних станів із симптомами депресії; дослідженняя були невеликими (від 20 до 193 суб'єктів), а їх дизайн був настільки різним, що результати не можна було узагальнити; більшість досліджень показали позитивні результати і відсутність побічних ефектів. Механізм дії, за допомогою якого ацетилкарнітин може лікувати депресію, невідомий.[15] Мета-аналіз 2014 року зробив висновок, що ацетилкарнітин можна рекомендувати лише для лікування стійкого депресивного розладу, якщо упередженість публікації вважається малоймовірною.[16] У 2018 році систематичний огляд і мета-аналіз 12 рандомізованих контрольованих досліджень виявили, що «добавки значно зменшують симптоми депресії порівняно з плацебо/без втручання, водночас пропонуючи порівняльний ефект з ефективністю відомих антидепресантів з меншою кількістю побічних ефектів». Огляд також вказує на те, що «ефект ацетилкарнітину у молодих суб'єктів не був більш ефективним, ніж плацебо, у покращенні цих симптомів». що вказує на необхідність додаткових досліджень, що пояснюють співвідношення вік/ефект.[17]
- Синдром ламкої X-хромосоми: Кокранівський огляд ацетилкарнітину у 2015 році при синдромі ламкої Х-хромосоми виявив лише два плацебо-контрольованих дослідження, обидва низької якості, і зробив висновок, що ацетилкарнітин навряд чи покращить інтелектуальне функціонування або гіперактивну поведінку у дітей із цим захворюванням.[18]
- Печінкова енцефалопатія: застосування ацетилкарнітину вивчали при печінковій енцефалопатії, ускладненні цирозу печінки, що включає нейропсихіатричні порушення; ацетилкарнітин знижує рівень аміаку в крові, та генерує помірне покращення психометричних балів, але не усуває стан — він може відігравати незначну роль у лікуванні стану.[19]

### Дослідження
- У невеликому клінічному дослідженні, коли здорові молоді чоловіки вводили ацетилкарнітин внутрішньовенно та підтримували стабільний рівень інсуліну, а їжу з низьким вмістом карнітину, але з високим вмістом вуглеводів, ацетилкарнітин зменшував споживання глюкози на користь окислення жиру.[2]
- Мітохондріальний розпад і окислювальне пошкодження РНК/ДНК посилюються з віком у гіпокампі щурів, області мозку, пов'язаній з пам'яттю. З віком продуктивність пам'яті погіршується. Ці посилення розпаду та пошкодження, а також сама втрата пам'яті, можуть бути частково зменшені у старих щурів шляхом годування ацетил-L-карнітину.[20]